# Représentations de saint Expédit
Cette page recense des représentations de saint Expédit (statues, tableaux, etc.). La liste est non exhaustive.
Selon le Martyrologium Hieronymianum, saint Expédit est un soldat romain d’Arménie, peut-être commandant, converti au christianisme et décapité pour cette raison lors des persécutions sous l’empereur Dioclétien en l'an 303 de l’ère chrétienne à Mélitène.
Le nom de ce saint le rend intercesseur pour l'expédition rapide des affaires ou dans les causes urgentes. Emblématique de la piété populaire, il est particulièrement vénéré en Allemagne, en France, dans l'île de La Réunion et en Amérique du Sud.
Saint Expédit est généralement représenté, en couleurs vives, avec la chlamyde des soldats romains, tenant dans la main gauche la palme du martyr, et dans celle de droite une croix en bois gravée de l'inscription HODIE, « aujourd'hui » en latin. Son pied gauche écrase le corbeau, symbole de l'ange des ténèbres, portant l'inscription de son croassement : CRAS CRAS, « demain demain ».

## Algérie
- Kouba (près d'Alger) : église consacrée, un temps, à saint Expédit, puis à saint Vincent de Paul dont la statue surmonte, depuis, sa niche. Elle abritait, dans une chasse vitrée sise à l'autel du transept droit, une effigie, couchée, en cire, de saint Expédit ; sur l'autel du transept gauche figurait, semblablement, une effigie de sainte Philomène, avec relique.

## Belgique
- Bruxelles : une représentation de saint Expédit se trouvait en la chapelle de la Madeleine, non loin de la Grand'Place ; la statue a été retirée.
- Bièvre : Église Saint-Hubert, statue polychrome ;
- Dison : une chapelle à saint Expédit existait, mais a été rasée depuis.
- Une grande statue de saint Expédit se trouve à Liège dans une petite chapelle en traversant la rue Saint-Léonard sur le côté gauche de l'église Sainte-Foy, au fond d'un étroit passage du quartier Saint-Léonard. Il la partage avec sainte Rita.[Quoi ?]
- À Becco (Theux), une statue de saint Expedit se trouve dans la petite église du village.
- À Boussoit, l'église possède une statue de saint Expedit.

## Canada
- Québec :
  - Longueuil : cocathédrale Saint-Antoine-de-Padoue : statue ;
  - Saint-Marc-des-Carrières : maison Tous-Saints (musée de statues) : statue.

## France

### Aquitaine
- Gironde :
  - Bordeaux :
    - église Saint-Pierre : statue, nombreux ex-voto;
    - église Saint-Eloi : statue.
- Limoges : église Saint-Pierre : statue

### Auvergne
- Allier :
  - Vichy : église Saint-Louis, à gauche dans la nef : statue ;
- Puy-de-Dôme :
  - Clermont-Ferrand : cathédrale Notre-Dame-de-l'Assomption, première nef à gauche en entrant du côté de la place de la Victoire : statue.

### Normandie
- Calvados :
  - Caen, église abbatiale Saint Gilles de l'abbaye aux Dames : autel dédié avec statue polychrome et ex-voto contemporains ;
  - Honfleur : église Sainte-Catherine ;
  - Lisieux, cathédrale Saint-Pierre : statue et prière à réciter par les écoliers ; l'origine n'est pas précisée, mais fait bien d'Expédit celui qui aide à réussir les examens ;
- Eure :
  - Saint-Étienne-l'Allier, église : vitrail de François Décorchemont.
  - La Bonneville-sur-Iton : église Saint-Pierre : statue ;
  - Bernay : Basilique Notre-Dame-de-la-Couture.
- Manche :
  - Tourville-sur-Sienne, église Notre-Dame : statue ;
- Orne :
  - Longny-au-Perche, église Saint-Martin : statue.

- Seine-Maritime :
  - Orival : église Saint-Georges : statue ;
  - Yport, église : statue ;
  - Freneuse : église : statue et oratoire ;
  - Fécamp : église Saint-Étienne : statue ;
  - Houppeville, église : statue.

### Bourgogne
- Nièvre :
  - Coulanges-lès-Nevers : église Saint-Théodore : statue, ex-votos.

### Bretagne
- Côtes-d'Armor :
  - Saint-Brieuc : chapelle Saint-Guillaume : statue ;
- Finistère :
  - Brest : église Saint-Martin, travée de gauche en entrant : statue ;
- Ille-et-Vilaine :
  - Cancale : église de Cancale : statue polychrome.
  - Rennes :
    - Basilique (?) : statue ;
    - Église (?) : statue ;

  - Saint-Briac-sur-Mer : église Saint-Briac : statue, identique à celle de l'église de Brain-sur-Longuenée, mais sans polychromie ; plusieurs ex-voto ;
- Morbihan :
  - Josselin : basilique Notre-Dame-du-Roncier : statue.

### Centre-Val de Loire
- Eure-et-Loir :
  - La Loupe : église Notre-Dame-des-Fleurs : statue ;
- Indre-et-Loire :
  - Sainte-Maure-de-Touraine : église Sainte-Maure-et-Sainte-Britte : statue ;
- Loir-et-Cher :
  - Blois : cathédrale Saint-Louis : statue.
  - Pontlevoy : église Saint-Pierre :  statue

### Champagne-Ardenne
- Ardennes :
  - Auge : église : vitrail ;

### Corse
- Corse-du-Sud :
  - Sartène : Couvent Saints-Côme-et-Damien : statue ;
- Haute-Corse :
  - Bastia : église Saint-Roch : statue.

### Île-de-France
- Hauts-de-Seine :
  - Boulogne-Billancourt : église Notre-Dame-des-Menus ;
- Paris :
  - 1er arrondissement : église Saint-Roch ;
  - 8e arrondissement de Paris : Église de la Madeleine : dans la chapelle de la crypte, statue en marbre blanc.
  - Le Raincy : église Notre-Dame ;
- Yvelines :
  - Marly-le-Roi : église Saint-Vigor.

### Languedoc-Roussillon
- Aude :
  - Carcassonne : statue sans bras droit et en cours de rénovation[Quand ?] ;
  - Fendeille : église Saint-Martin : statue ;
  - Ricaud : église de la Nativité-de-Notre-Dame : statue ;
- Gard :
  - Pont-Saint-Esprit : statue[4] ;
  - Saint-Geniès-de-Comolas : église Saint-Geniès : statue ;
  - Nîmes : église Saint-François-de-Sales : statue.
- Hérault :
  - Montpellier : église Saint-Roch, travée de gauche : statue ; Chapelle des pénitents bleus statue et ex-votos à gauche de l'autel de sainte Rita.]

- Pyrénées-Orientales :
  - Perpignan : église Saint-Mathieu : statue et ex-voto en marbre.

### Midi-Pyrénées
- Haute-Garonne :
  - Toulouse : basilique de la Daurade : ex-voto ; il y a une statue de saint Expédit à droite de la grande porte ; cette statue se trouve à côté de Sainte Thérèse de l'Enfant Jésus ; chapelle très fleurie. Dans le même élan voir « La Noire », une vierge bien mise en valeur ; église Sainte-Germaine (59, avenue de l'U.R.S.S.) : statue à côté de Saint Roch. Toulouse, à saint Jérôme au centre ville, une statue de saint Expédit avec sa prière et la possibilité de placer un lumignon pour se recueillir.
- Hautes-Pyrénées :
  - Lourdes, cohabite avec Notre Dame en compagnie des statues de saint Benoît Labre, sainte Germaine de Pibrac et sainte Philomène[5].
- Tarn :
  - Cordes-sur-Ciel :
    - Église Saint-Michel, trésor : buste reliquaire et châsse contenant des reliques de saint Expédit ;
    - Chapelle épiscopale syriaque orthodoxe de Lignée occidentale (succession Vilatte) (?) : statue ;
- Tarn-et-Garonne :
  - Saint-Nauphary : église Saint-Barnabé : statue ;
  - Caussade : chapelle gallicane (?);
  - Montauban : église Saint-Orens

### Nord-Pas-de-Calais
- Nord :
  - Lille :
    - Église Saint-Sauveur : à gauche en entrant : statue ;
    - Chapelle Notre-Dame-de-la-Consolation : statue ;

  - Sercus :
    - Église Saint-Erasme : sur le retable sud de Saint Erasme : statue ;
- Pas-de-Calais :
  - Burbure : église Saints-Gervais-et-Protais : statue ;
  - Montreuil : abbatiale Saint-Saulve : statue ;
  - Thivencelle : église Notre-Dame-de-l'Assomption : statue.

### Pays de la Loire
- Mayenne :
  - Laval : Eglise des Cordeliers : statue ;
- Maine-et-Loire :
  - Brain-sur-Longuenée : église Saint-Didier : statue[6] ;
  - Montjean-sur-Loire : Église Saint-Symphorien : vitrail ;
- Sarthe :
  - Le Mans : chapelle de la Visitation : statue ;
  - Nogent-sur-Loir : Église Saint-Denis : statue ;
- Vendée :
  - Sainte-Hermine : église Notre-Dame-de-l'Assomption, allée centrale à droite.

### Poitou-Charentes
- Charente-Maritime :
  - Royan : Église Notre-Dame-des-Anges : statue en pierre, monochrome.

### Provence-Alpes-Côte d'Azur
- Alpes-Maritimes :
  - Nice : église Saint-Pierre-d'Arène : statue ;
  - Coaraze : église Saint-Jean-Baptiste : statue ;
  - Venanson : église Saint-Michel : statue[7] ;
  - Beausoleil : église Saint-Joseph, bas-côté gauche : statue ;
  - Cannes : église Notre-Dame-d'Espérance du Suquet : statue ;
- Bouches-du-Rhône :
  - Marseille:
    - chapelle des Religieuses Minimes, où son culte est attesté dès 1894 avec une statue avec ex-voto[5];
    - église Saint-Cannat, dite aussi des Prêcheurs, au no 4 de la rue des Prêcheurs à Marseille, avec une statue;
    - église des Grands-Carmes[8] ;
    - église de la Mission de France.

  - Tarascon : abbaye Saint-Michel de Frigolet : statue ;
- Var :
  - Toulon : cathédrale Notre-Dame-de-la-Seds : statue ; un texte descriptif en indique la signification : le Tentateur essaiera toujours de nous faire reporter à demain l'exécution des inspirations venues d'En-Haut. Ceci rejoint la tradition de la ferveur populaire qui invoque Saint-Expédit pour les causes pressées ou urgentes. Cette statue est de même facture que celle de Brain-sur-Longuenée, de style saint-sulpicien de l'entre-deux guerres, elle est restaurée en 1993, par les ateliers Bœuf de Toulon.

### Rhône-Alpes
- Drôme :
  - Pierrelongue : devant la chapelle Saint-Brice : statue ;
- Loire :
  - Saint-Étienne : église Saint-Louis : statue ;
- Rhône :
  - Lyon : église Saint-Nizier : statue, ex-voto;
  - Saint-Forgeux : Chapelle de Grévilly : Statue

## Portugal
- Lisbonne : basilica de Nossa Sentora dos Martires : statue, à droite en entrant, avec nombreux ex-voto ;
- Porto : église des Clercs : statue, au côté de l'Agneau de Dieu.

## Galerie

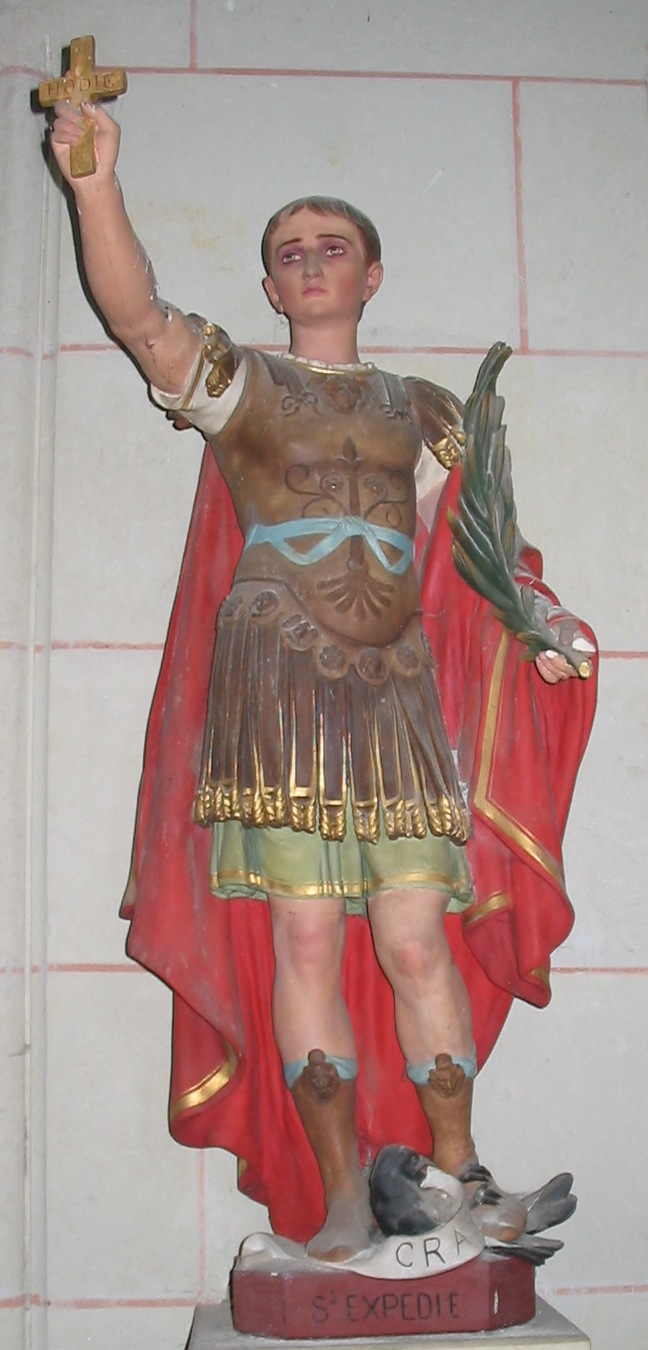
Brain-sur-Longuenée,  église Saint-Didier (France).
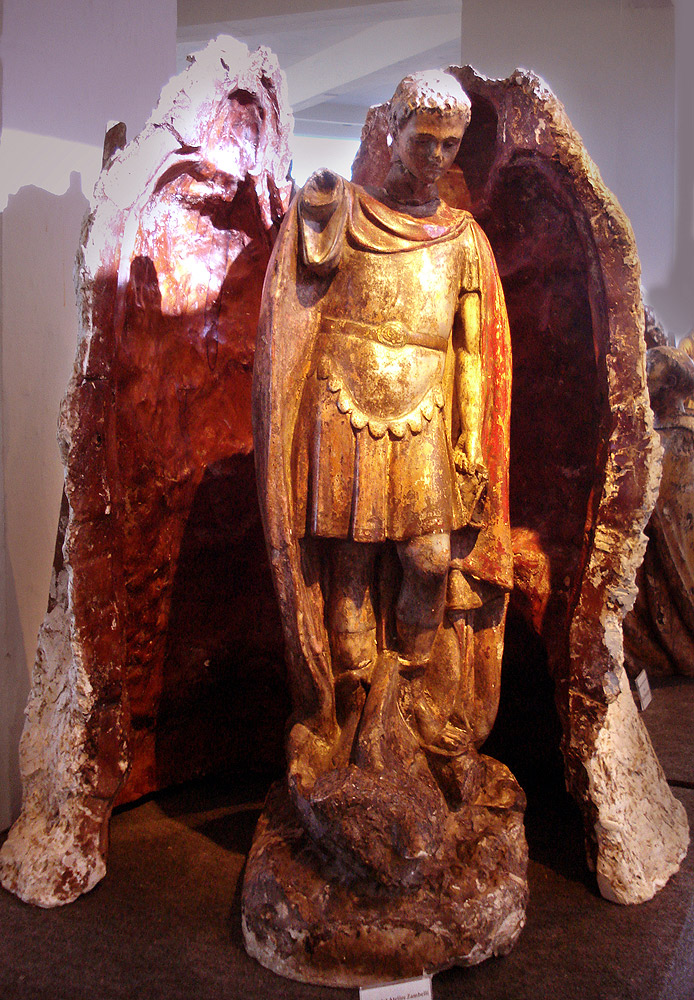
Caxias do Sul (Brésil).
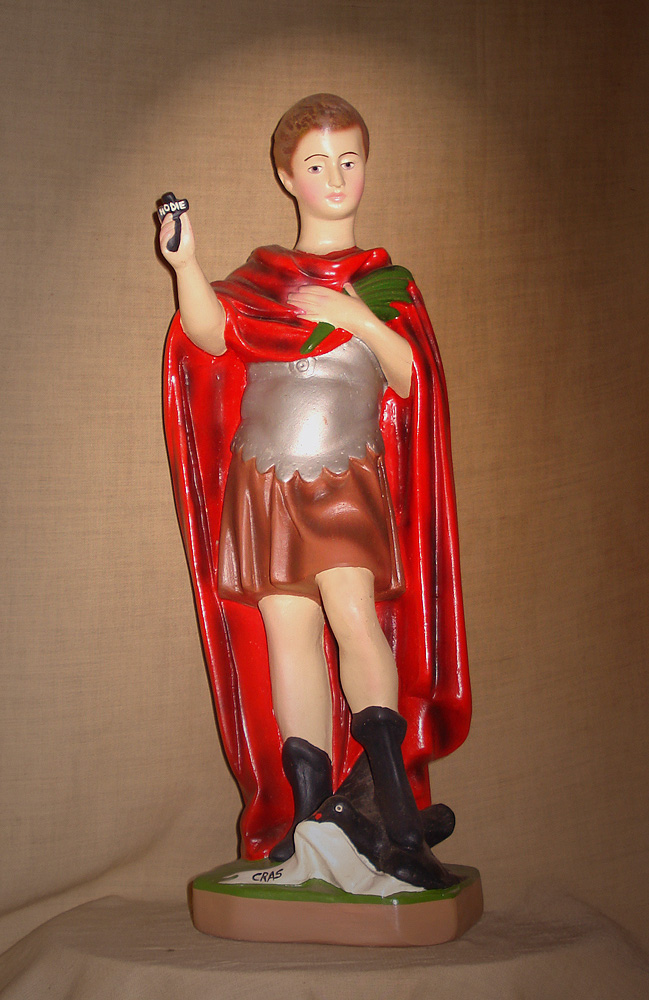
Caxias do Sul (Brésil).
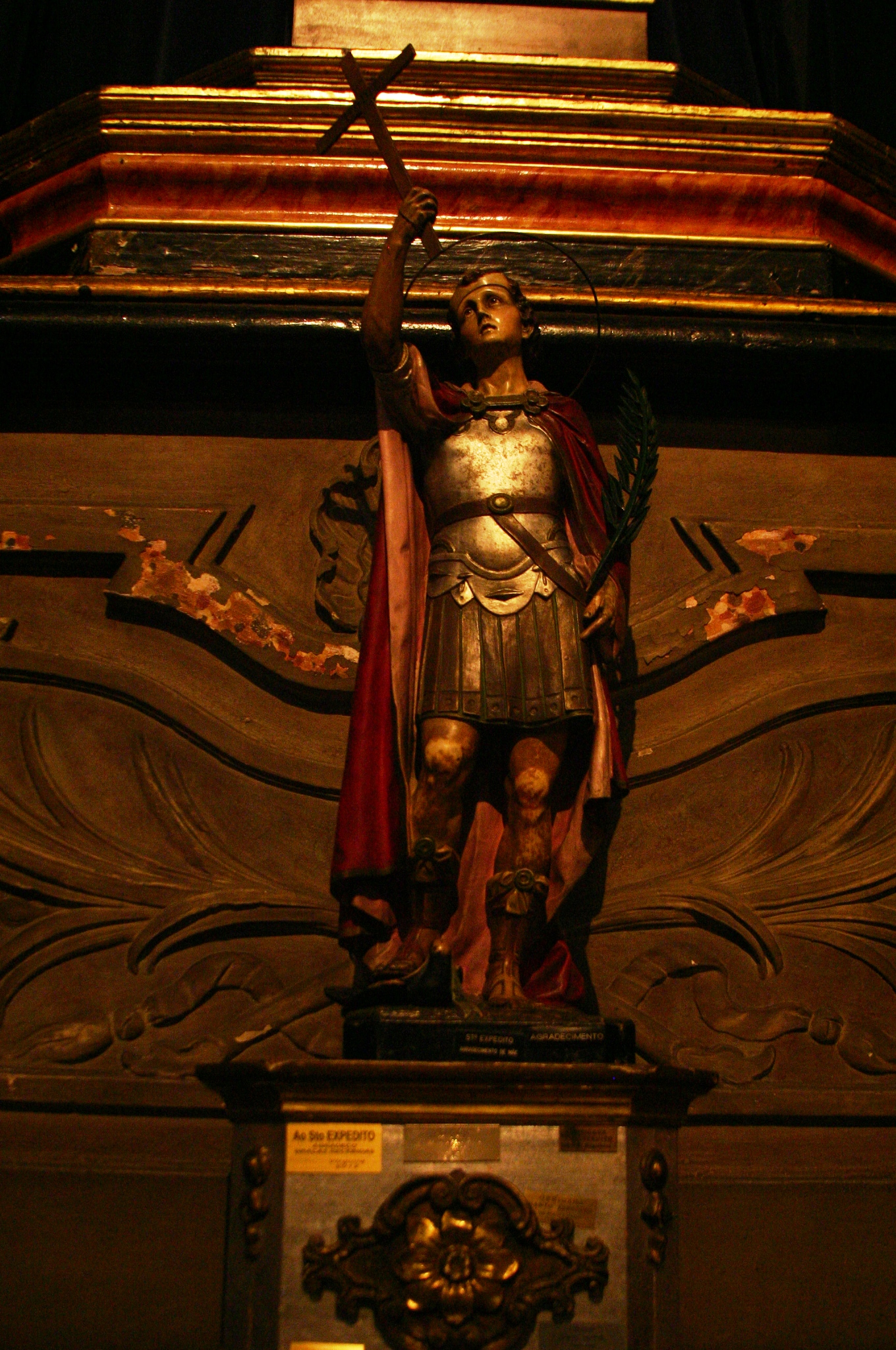
Lisbonne, Igreja da Conceição Velha (Portugal).
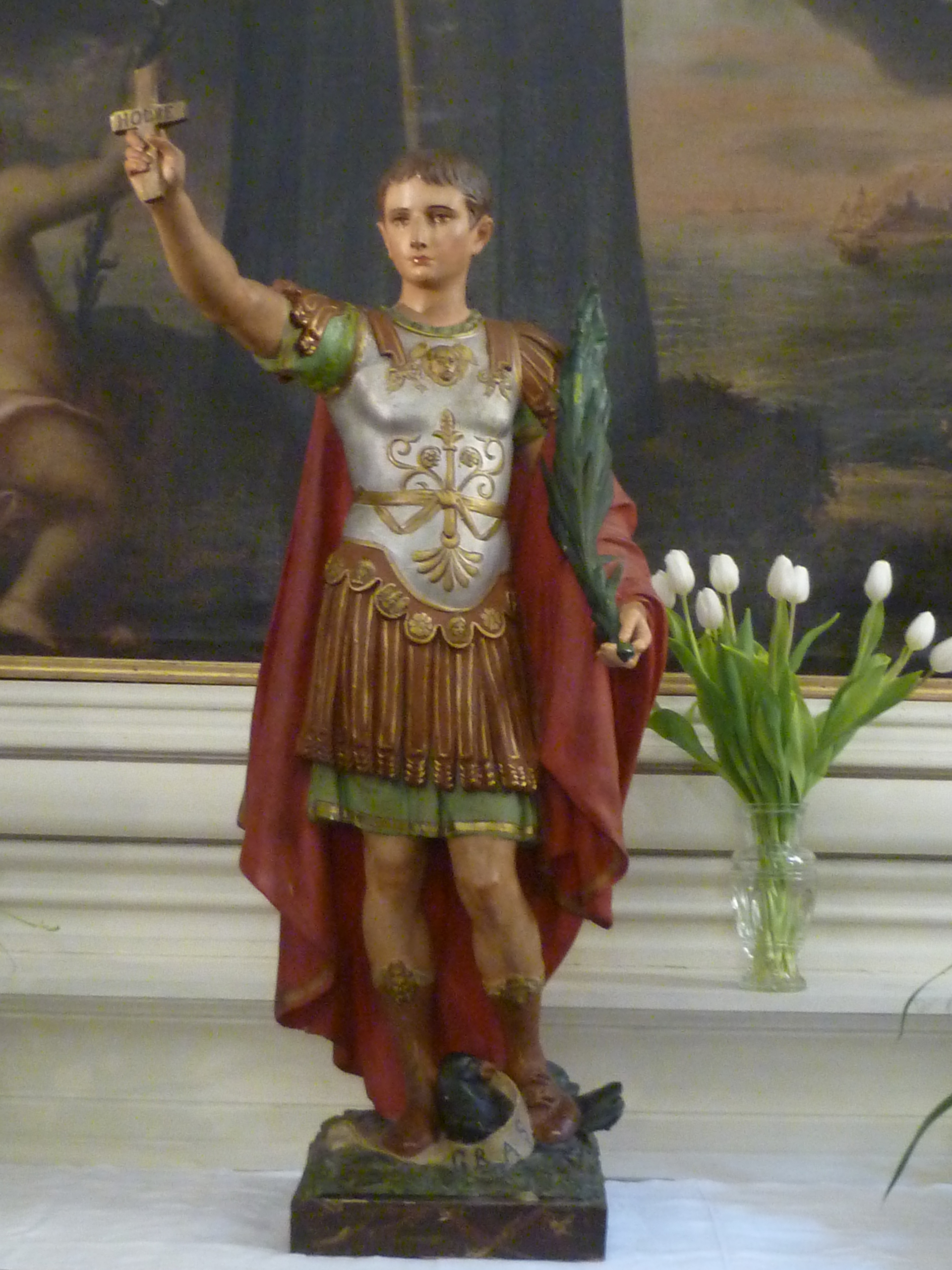
Lugano, église Saint-Charles Borromée (Suisse).
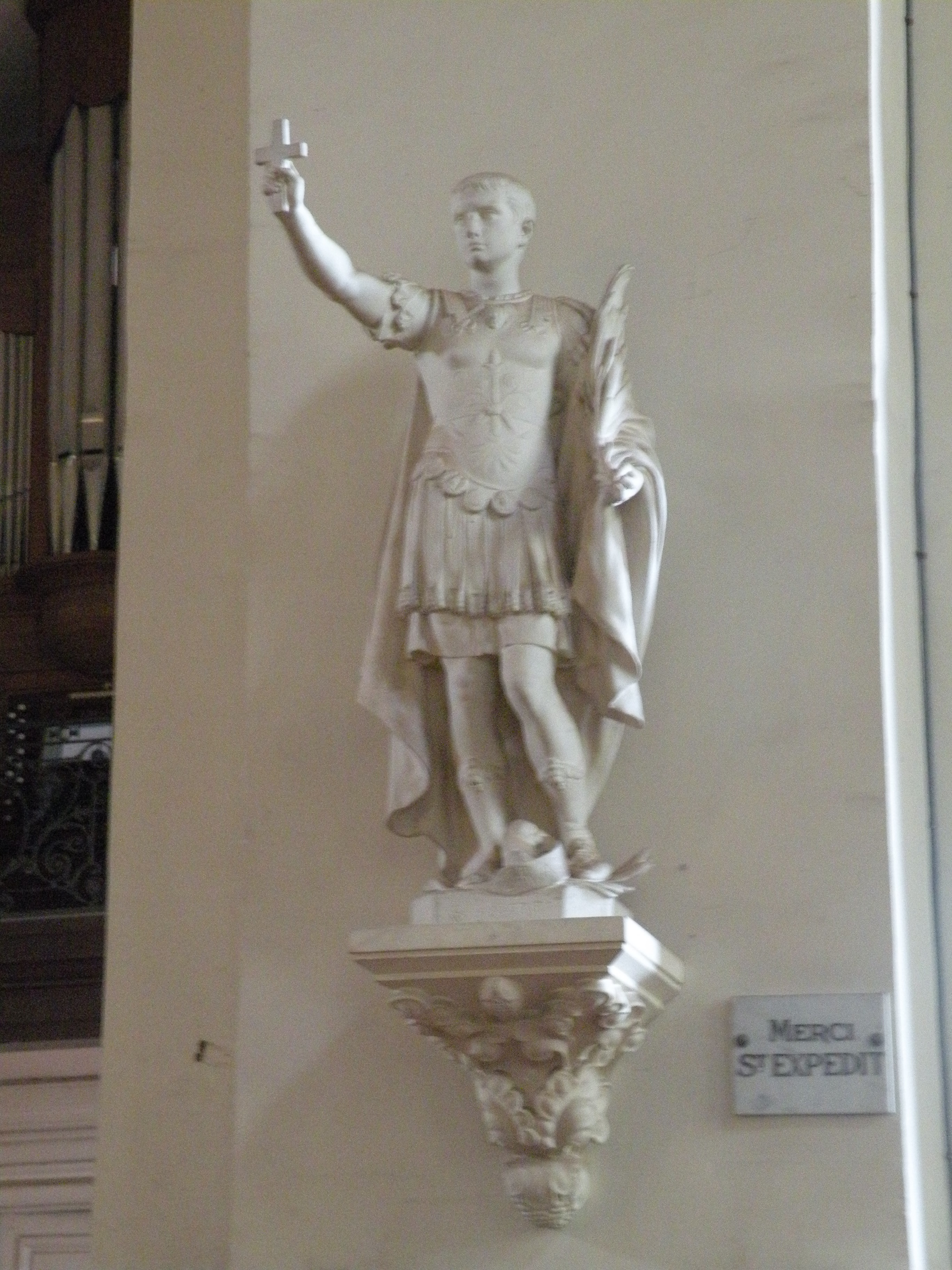
Marly-le-Roi, église Saint-Vigor (France).
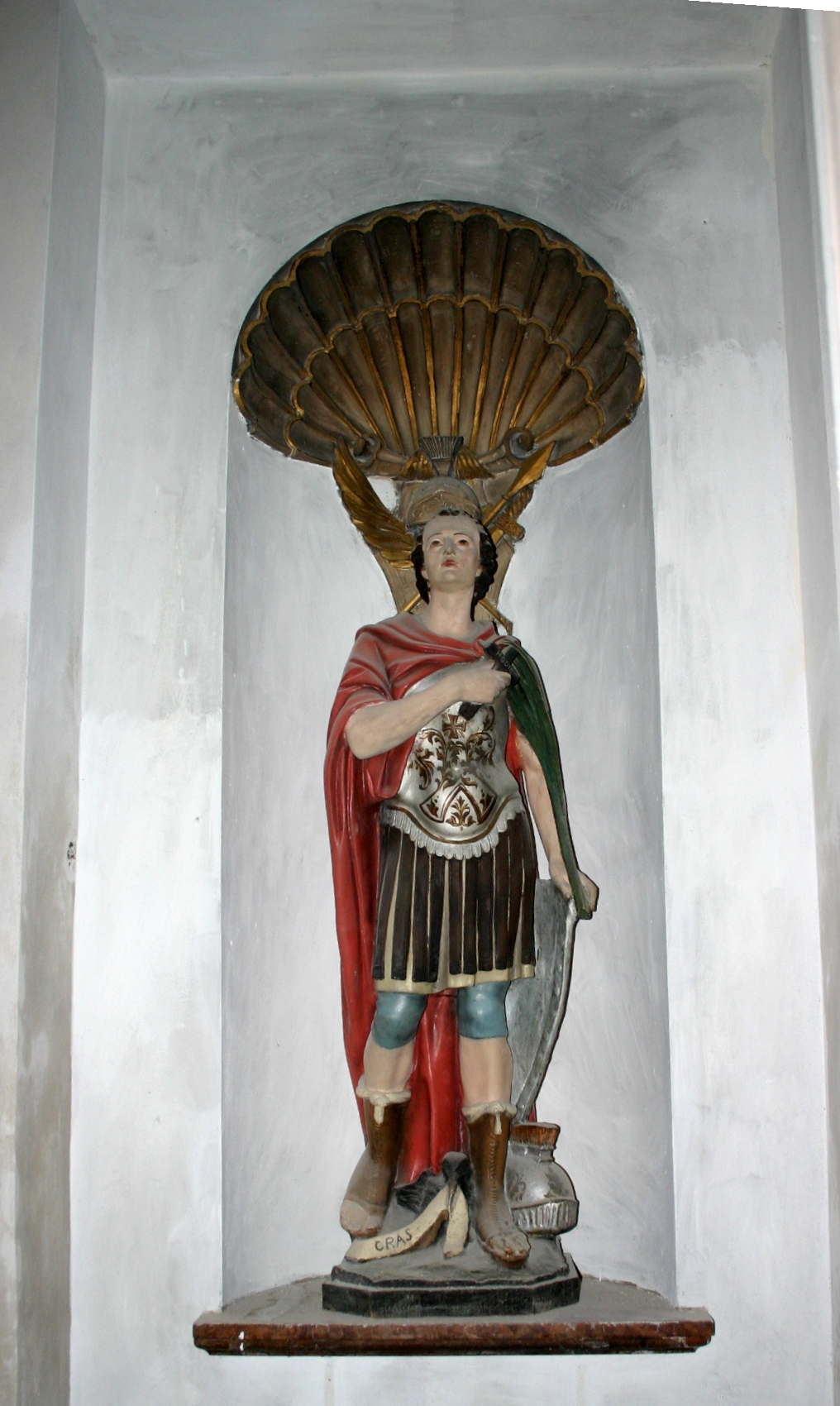
Milan, église Saint-Nicolas (Italie).
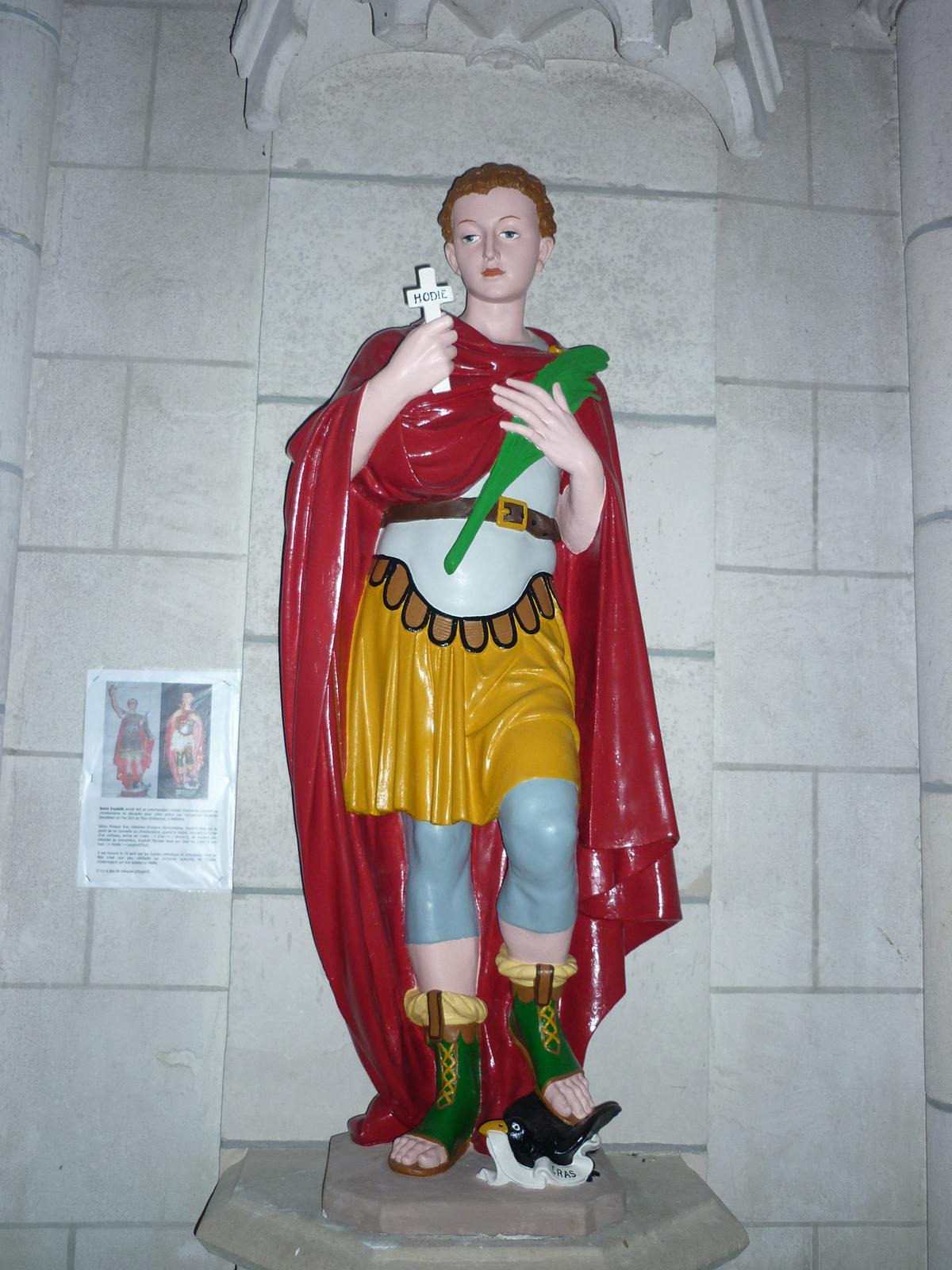
Montbert, église Notre-Dame de l'Assomption (France).
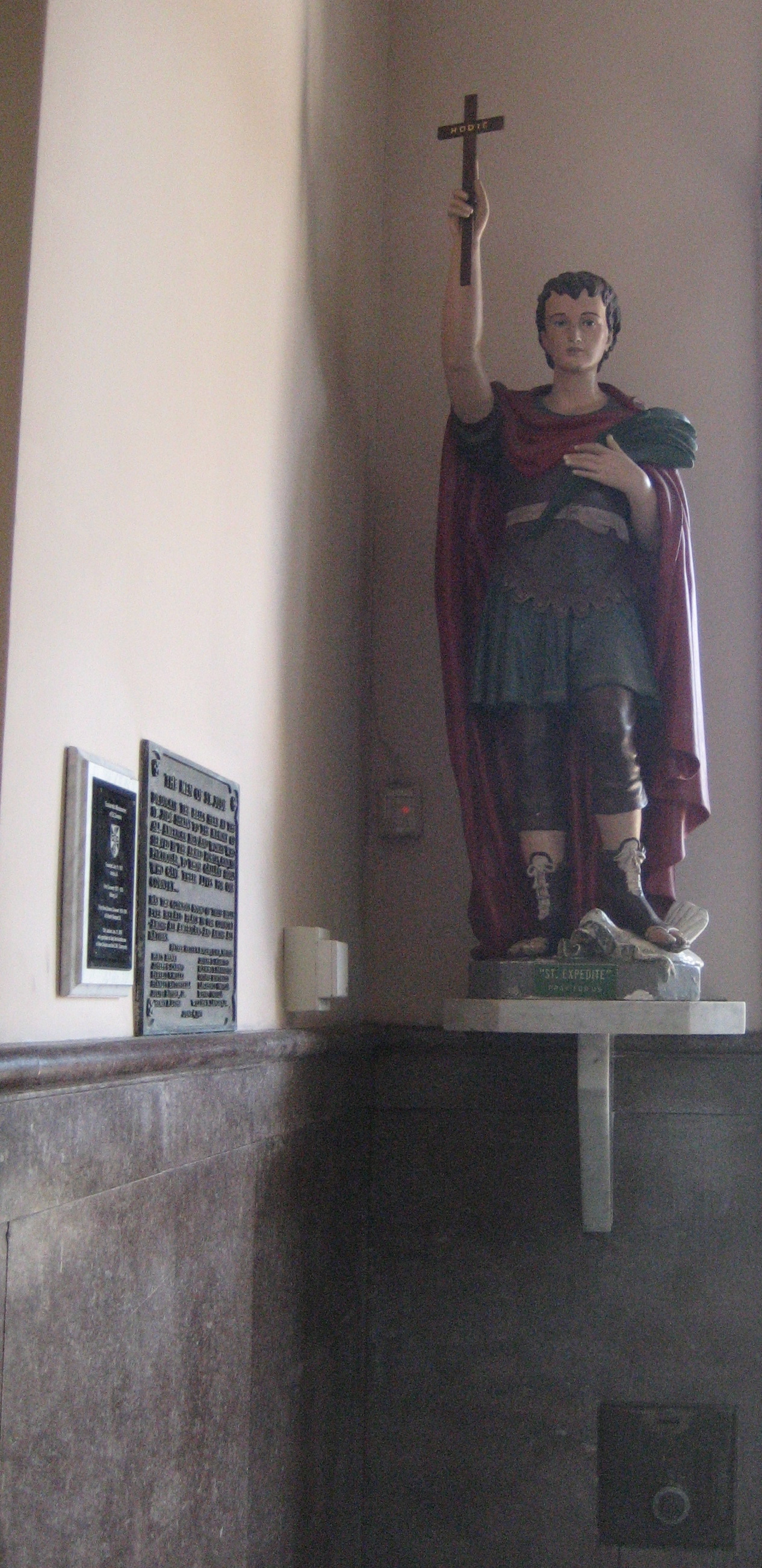
La Nouvelle-Orléans, église Notre-Dame-de-Guadeloupe (États-Unis).
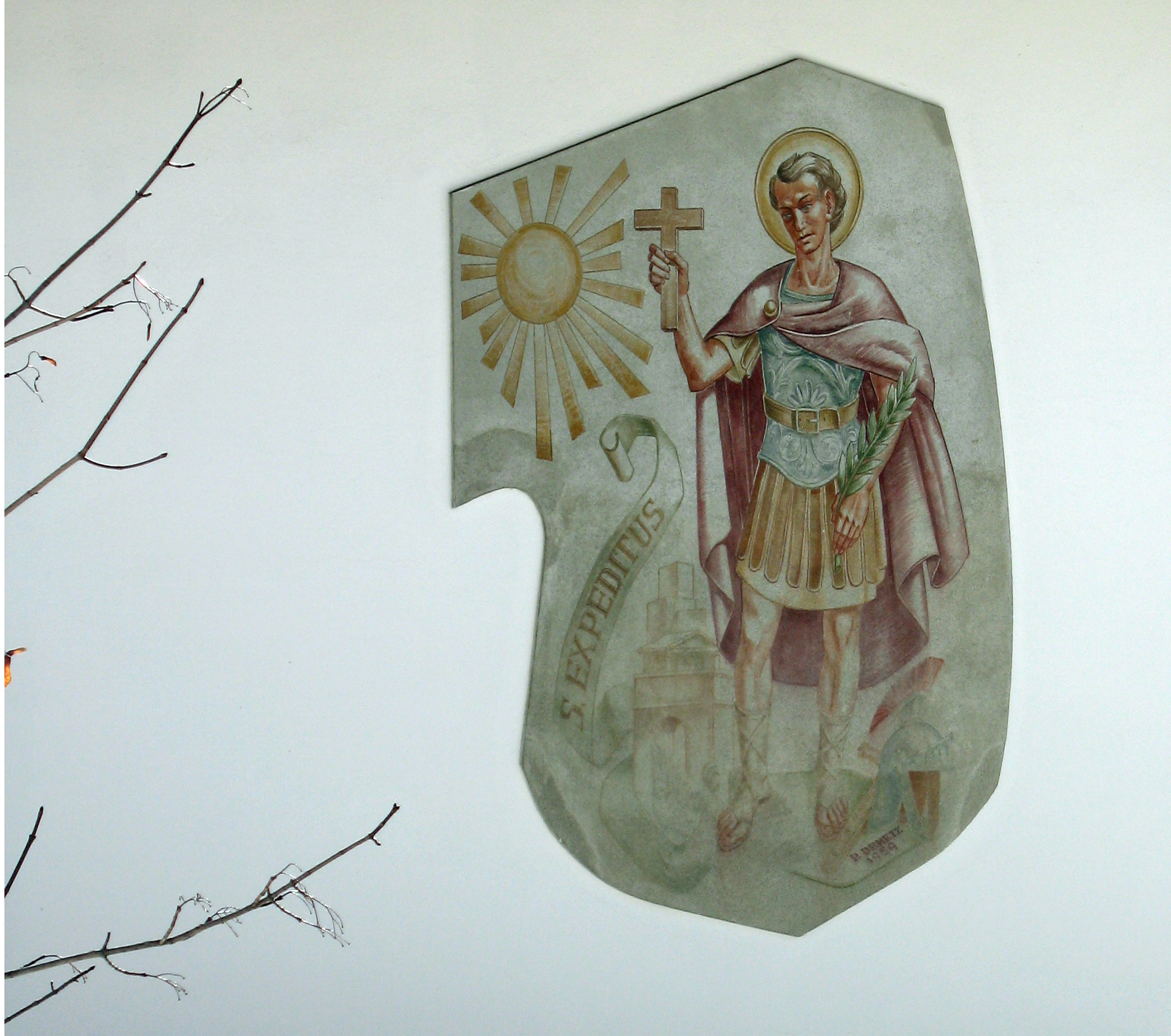
Ortisei (Italie).
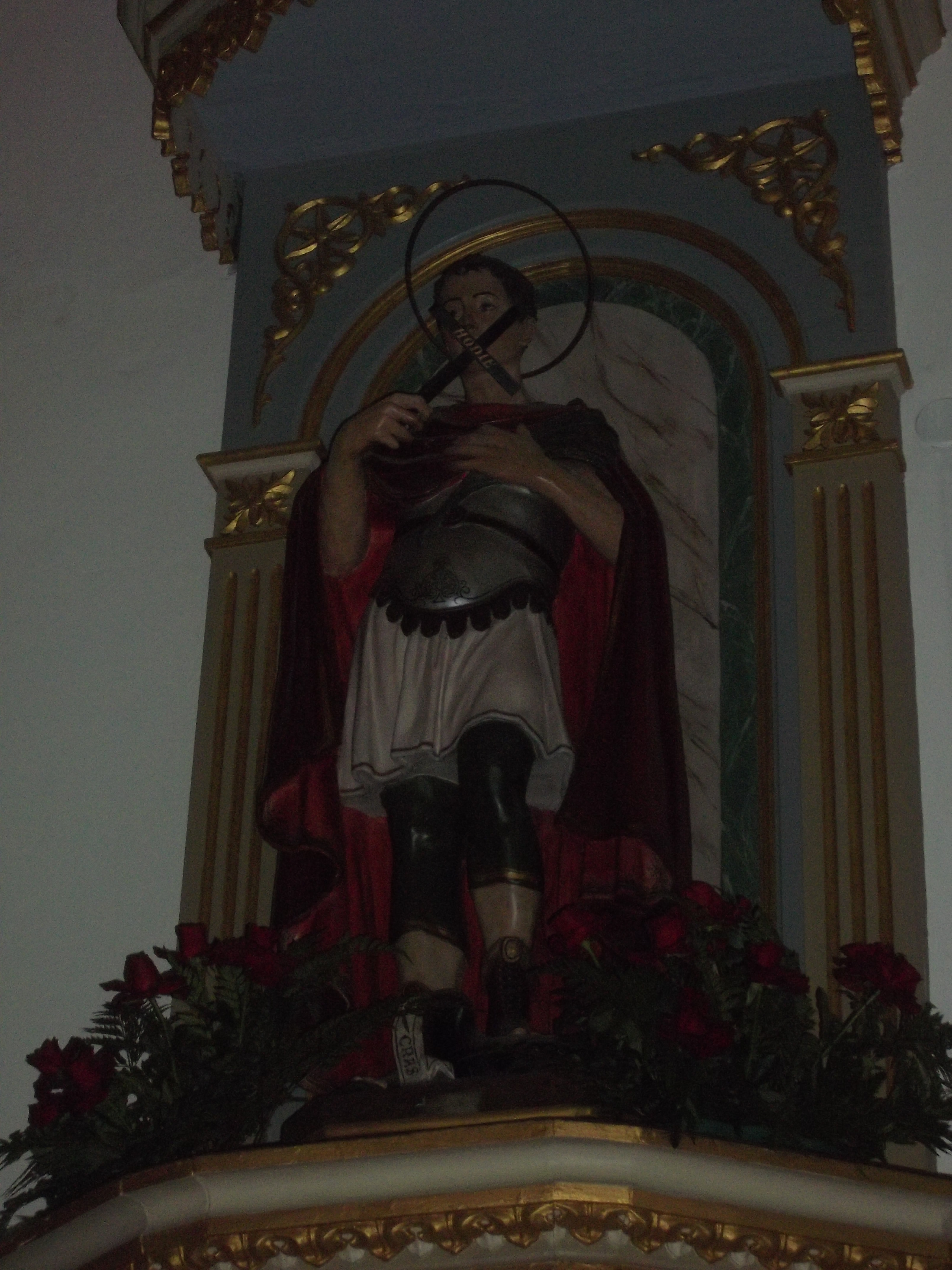
Porto Alegre, église Notre-Dame-de-l'Immaculée-Conception (Brésil).
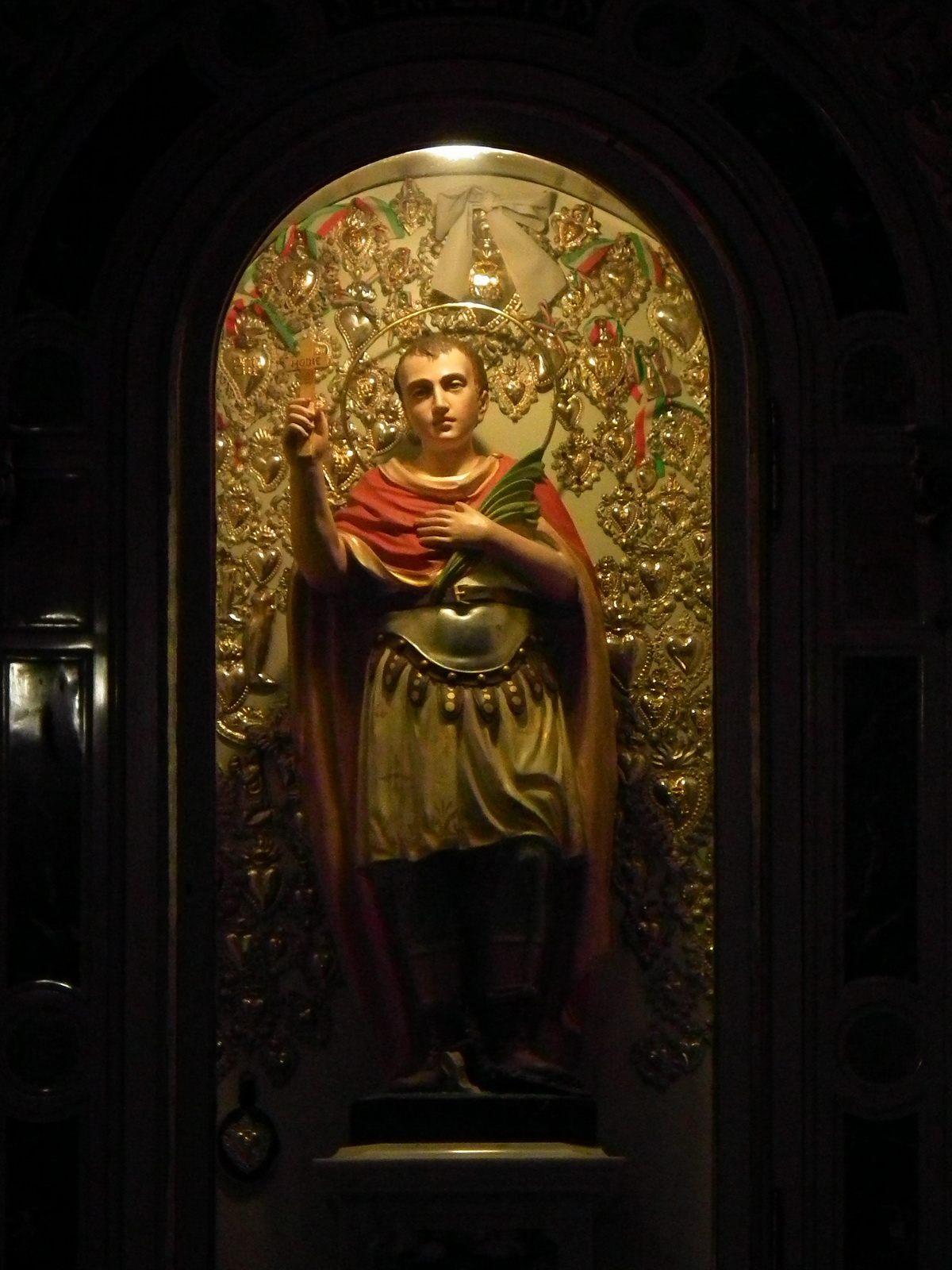
Pinerolo, église Saint-Roch (Italie).
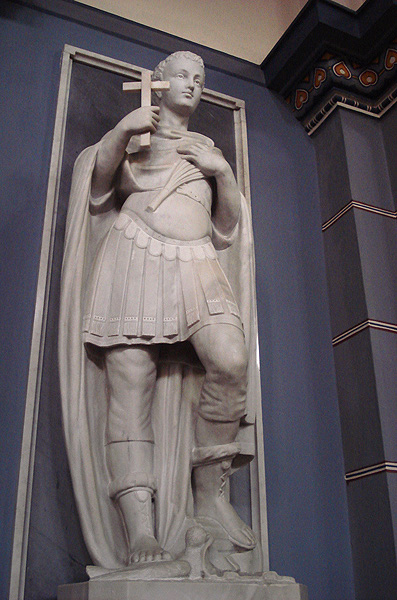
Porto Alegre, église Saint-Joseph (Brésil).
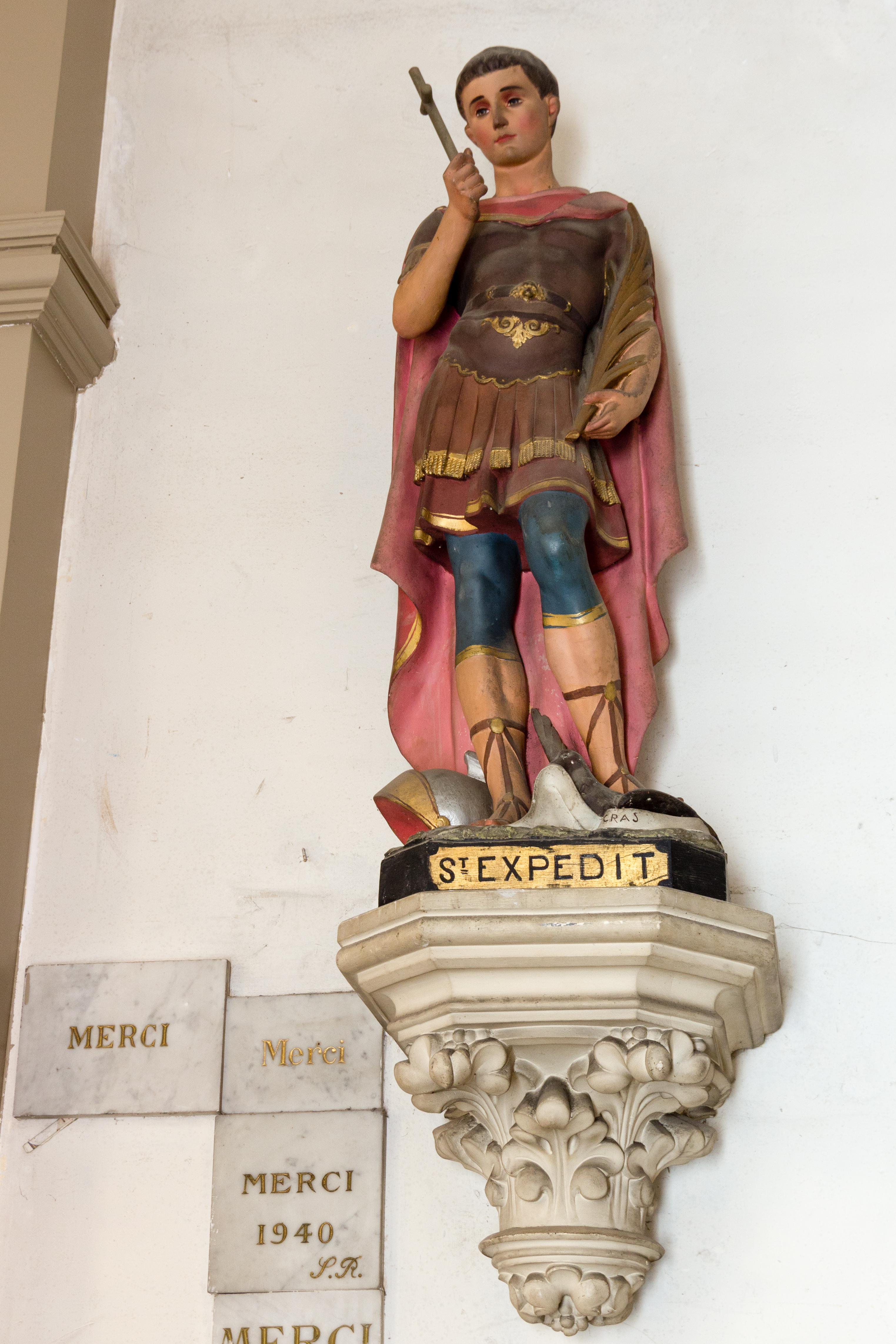
Rennes, basilique Notre-Dames-De-Bonne-Nouvelle (France).
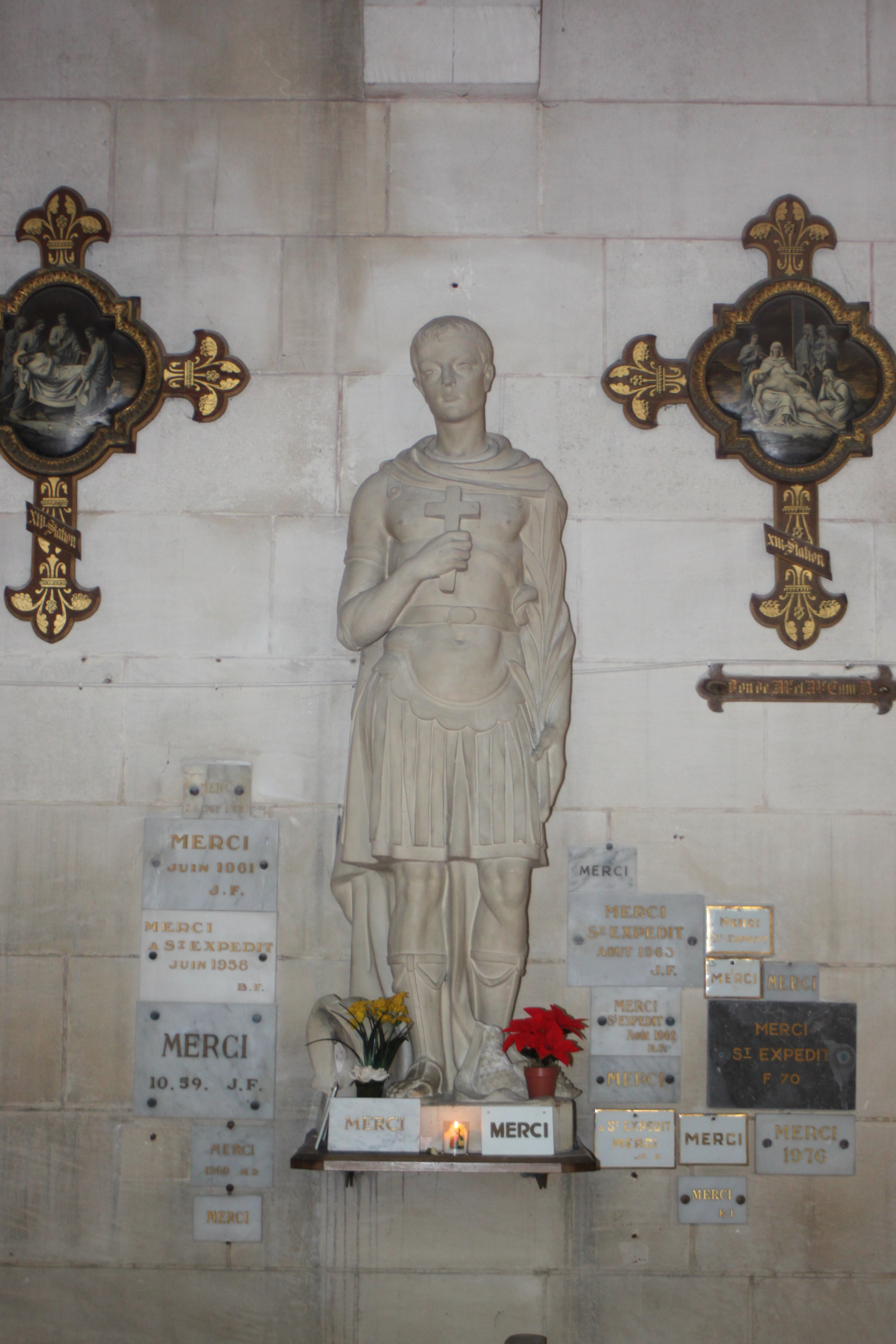
Royan,  église Notre-Dame-des-Anges (France).
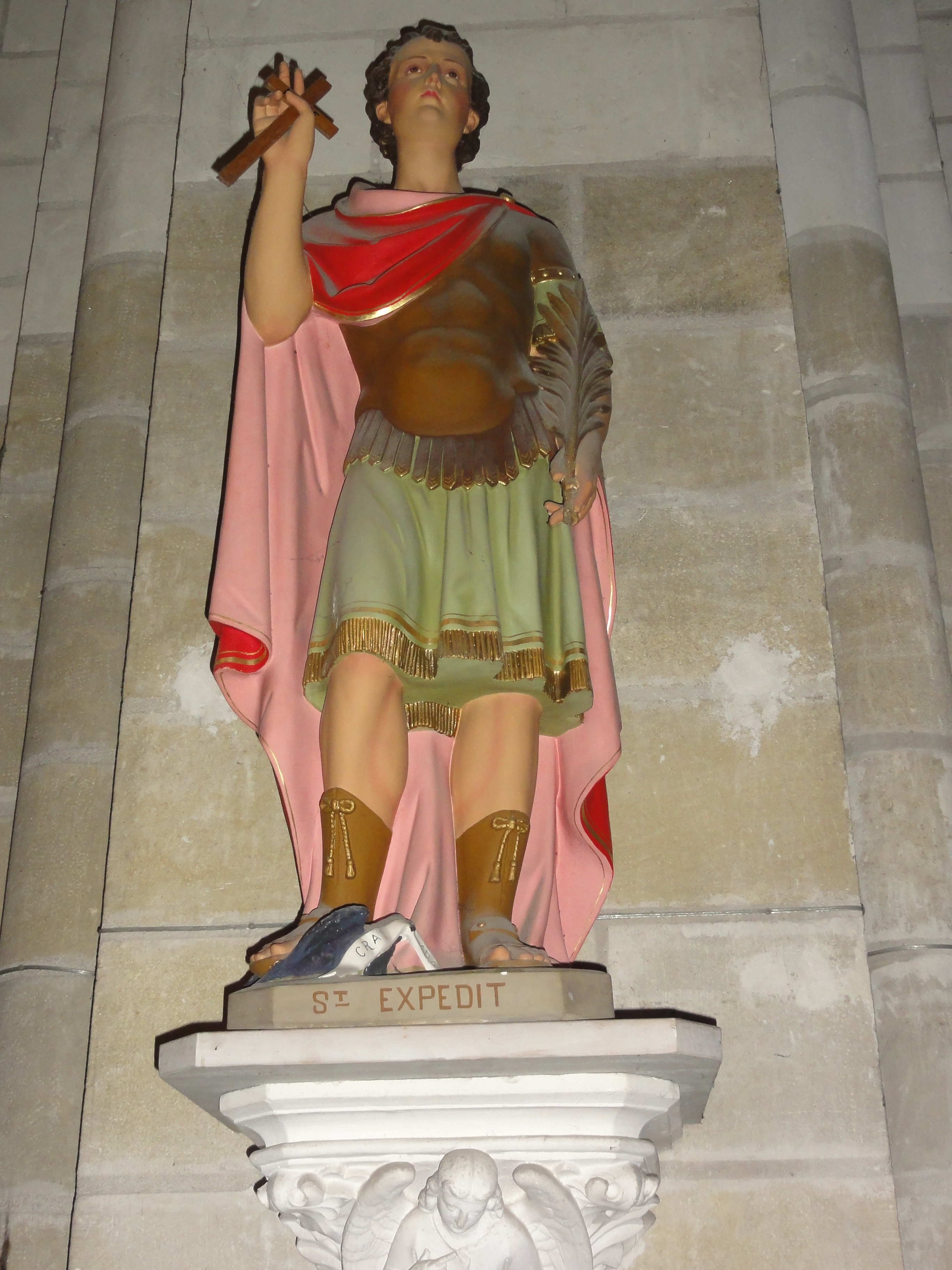
Sainte-Maure-de-Touraine, église Saint-Blaise (France).
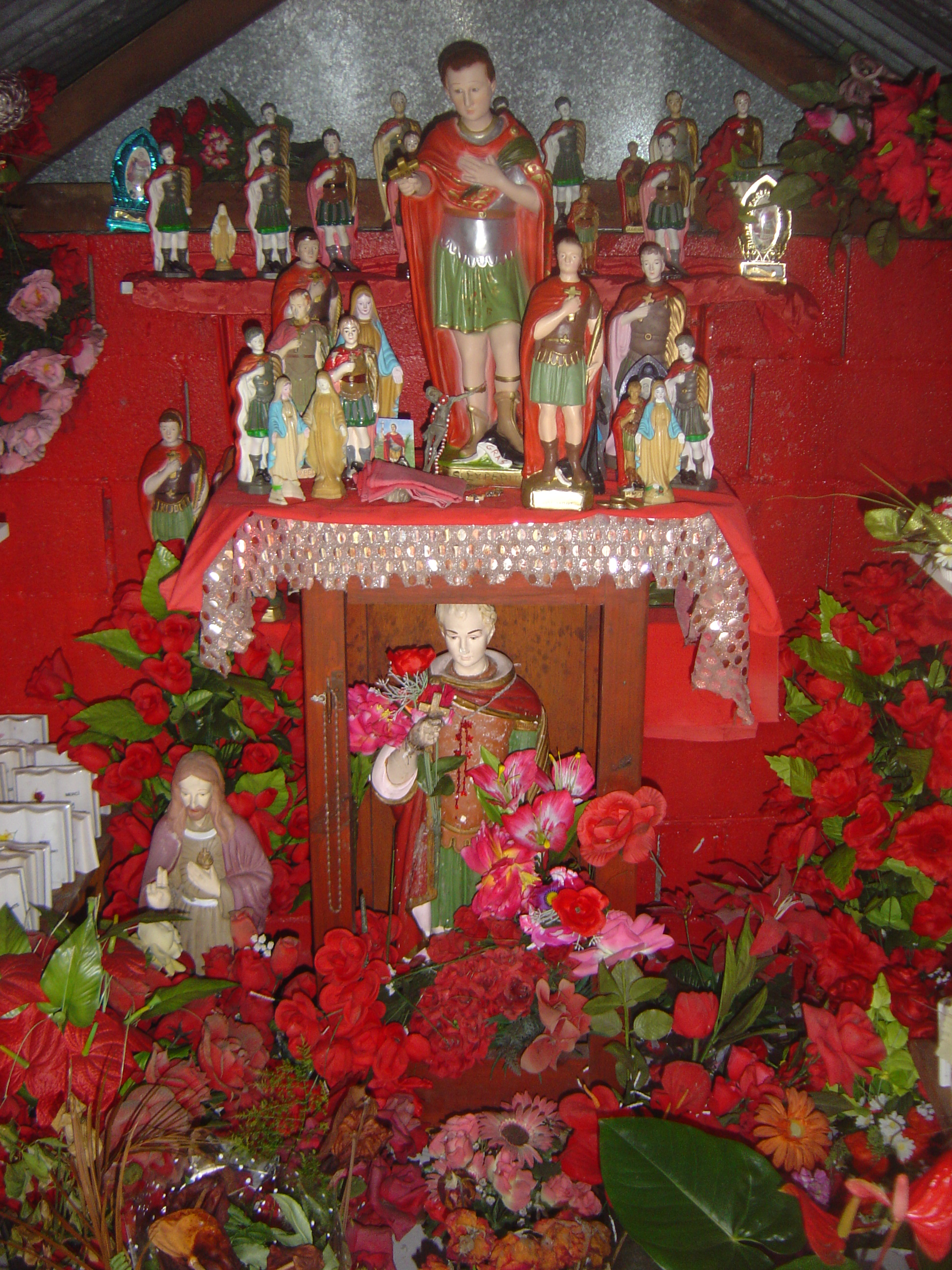
Saint Pierre, église Petit-Serre (La Réunion, France).
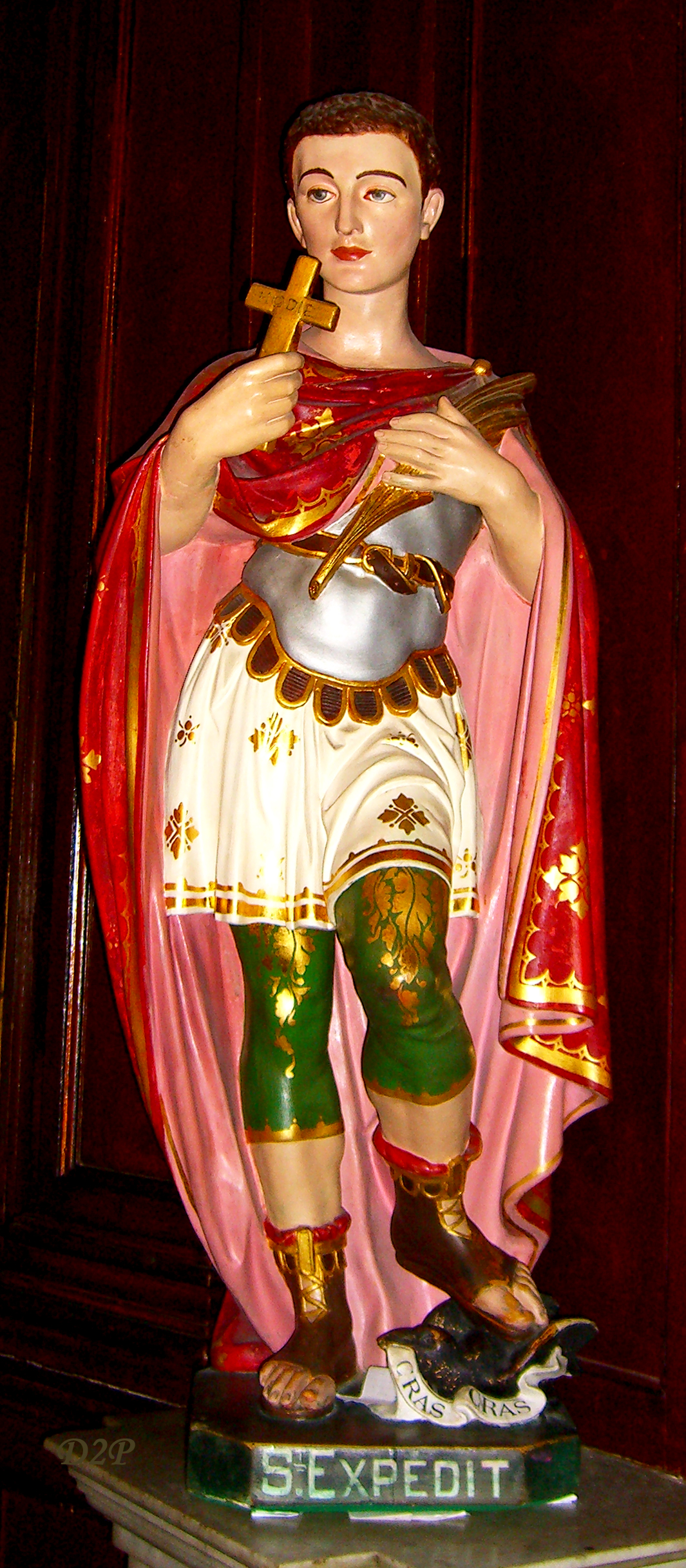
Toulon, cathédrale Notre-Dame-de-la-Seds (France).
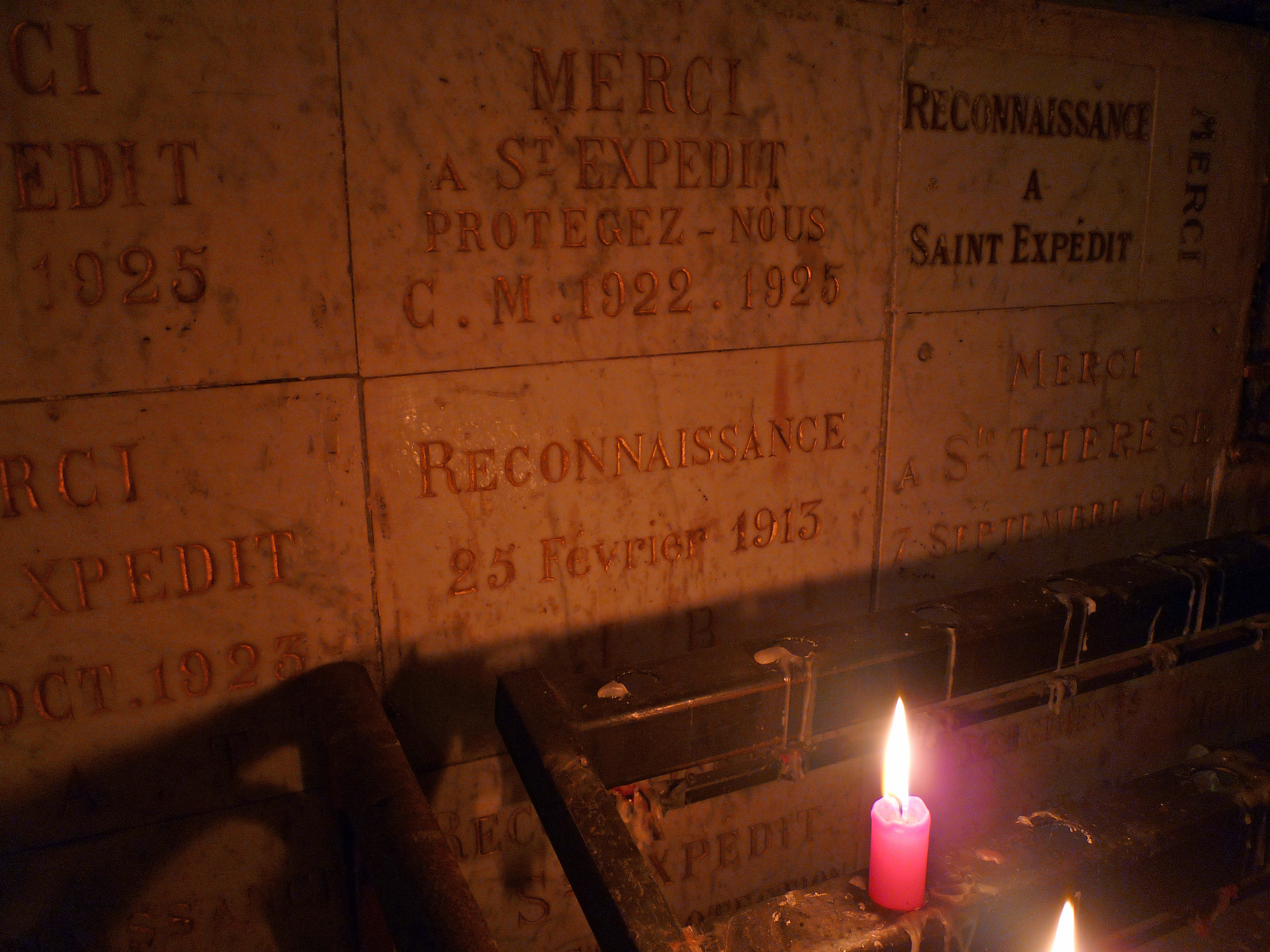
Toulouse, ex-voto, basilique de la Daurade (France).
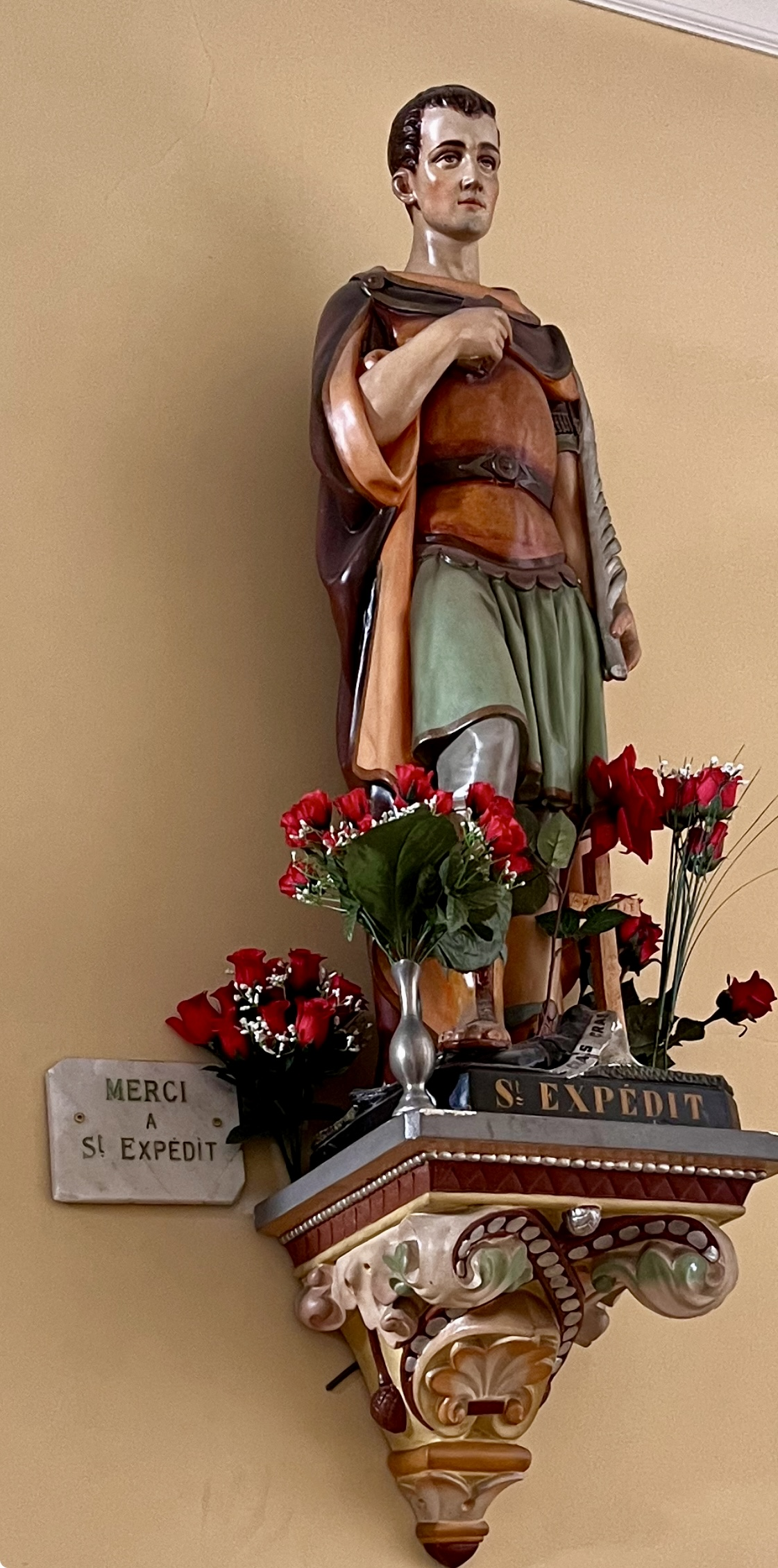
Nîmes (France), église saint-François de Sales